# Ram Baran Yadav
Ram Baran Yadav (nepalí रामवरण यादव) (4 de febrero de 1948, Sapahi VDC-9, Distrito de Dhanusha, Nepal) es un político nepalí y presidente de la República de Nepal desde 2008 hasta 2015.
Candidato por el Partido del Congreso Nepalí, fue elegido por la Asamblea Constituyente el 21 de julio de 2008. Sucedió el 23 de julio en la jefatura del Estado del país a Girija Prasad Koirala, siendo el primer nepalí en ostentar la condición presidencial.
En su elección como presidente, contó con los votos de su propio partido, del Partido Comunista de Nepal (Marxista-Leninista Unificado) (PCN-MLU), el Foro por los Derechos del Pueblo Madhesi (FDPM), el Partido Nacional Democrático, el Partido de los Trabajadores y Campesinos de Nepal, el Frente Nacional Popular, el Partido Rastriya Janashakti y otras formaciones minoritarias.
Su victoria causó malestar entre las filas del Partido Comunista Unificado de Nepal (Maoísta), mayoritario en la Asamblea.
Miembro de la etnia "madheshi", estudió medicina en el Calcutta Medical College y en la Escuela de Medicina Tropical de la Universidad de Calcuta. Después de ocupar otros cargos públicos fue nombrado Ministro de Salud en 1991. Obtuvo un escaño en las elecciones a la Cámara de Representantes de Nepal celebradas en 1999 y volvió a ocuparse del Ministerio de Salud.
Yadav sufrió arresto y estuvo encarcelado durante tres meses en 1990, hasta la llegada de la democracia al país.
En el mes de mayo de 2007, la residencia de Yadav en Janakpur sufrió un ataque con bomba perpetrado por militantes del Janatantrik Terai Mukti Morcha, organización escindida del PCUN(M).
Yadav obtuvo un escaño por el distrito de Dhanusa en las elecciones para la Asamblea Constituyente se celebradas el 10 de abril de 2008.
Ram Baran Yadav, que se encuentra viudo desde el año 1983, tiene dos hijos y una hija.